# Comisión de Legislación General del Senado de la Nación
La Comisión de Legislación General es una comisión permanente del Senado de la Nación Argentina.
Le Corresponde dictaminar sobre lo relativo a códigos -con excepción de los códigos Penal y de Procedimientos en lo Criminal de la Nación-, y todo asunto de legislación general no atribuido específicamente por este reglamento a otra comisión.

## Integrantes
| Oposición | Oficialismo |
| --- | --- |
| - Ada Itúrrez de Cappellini (presidente) - Mario Jorge Cimadevilla (vicepresidente) - puesto vacante (secretario) - Eugenio Justiniano Artaza - José Manuel Cano - Luis Juez - María Rosa Díaz | - Nanci Parrilli - Liliana Beatriz Fellner - María José Bongiorno - Ruperto Godoy - Mirtha Teresa Luna - Pablo González - Sergio Francisco Mansilla |

- Datos: Q5779317